# Lernstandserhebung
Unter einer Lernstandserhebung wird in erster Linie die Bestimmung eines Wissens- oder Kompetenzstandes einzelner Schüler, ganzer Klassen oder auch Jahrgänge verstanden.
Lernstandserhebungen sind im Gefolge der Diskussion um das schlechte Abschneiden deutscher Schüler in den PISA-Studien aufgekommen und stehen im Kontext der sogenannten „empirischen Wende“, in der die tatsächlich erreichten Ergebnisse (Wirkungsqualität) für die Schul- und Unterrichtsentwicklung wie auch für die Steuerung des Bildungssystems entscheidende Bedeutung erlangt haben. 

## Aspekte der praktischen Durchführung von Lernstandserhebungen
Lernstandserhebungen werden im Zuge der Qualitätssicherung an Schulen regelmäßig zentral in unterschiedlichen Fächern durchgeführt. Das Verfahren unterscheidet sich je nach Bundesland.
Deutschlandweit werden Lernstandserhebungen in den dritten und achten Klassen unter dem Namen VERA durchgeführt. Einzelne Bundesländer führen in weiteren Klassenstufen Lernstandserhebungen durch.
Üblicherweise werden die Lernstandserhebungen auf Papier durchgeführt. Vereinzelt (z. B. in Baden-Württemberg) gibt es auch Onlineverfahren, sodass die Korrektur und die Auswertung für die Lehrer entfällt.
In Berlin, Brandenburg, Bremen, Mecklenburg-Vorpommern, Nordrhein-Westfalen, Rheinland-Pfalz und Schleswig-Holstein wurde unter dem Namen VERA (Vergleichsarbeiten in Deutsch und Mathematik) eine Lernstandserhebung im Jahr 2006 in den vierten Grundschulklassen (später: 3. Klasse) durchgeführt. Das Projekt wurde in Rheinland-Pfalz an der Universität Koblenz-Landau entwickelt und von den anderen teilnehmenden Bundesländern übernommen. Die CDU-regierten Länder nahmen ursprünglich nicht teil (Ausnahme NRW / seit 2005 CDU-regiert). Seit dem Schuljahr 2006/2007 finden bundesweit auch in den achten Jahrgängen Lernstandserhebungen statt. Durchführungszeitpunkt ist stets der Beginn des zweiten Halbjahres Februar/März in Klasse 8.